# Zlata Mück Sušec
Zlata Mück Sušec hrvatska je radijska i televizijska voditeljica, magistrica novinarstva
Od 1995. godine radi na HTV-u, započevši svoj put pred TV kamerama s 12 godina pojavivši se u emisiji „Mali veliki svijet”. Tijekom svoje dugogodišnje karijere vodila je brojne emisije, uključujući: „Mali veliki svijet”, „Veliki odmor”, „Baš me briga”, „Nulti sat”, „Evergreen”, „Školski sat”, „Učilica”, „Ususret Dori” i „Doru”. Također je radila kao novinarka za emisije „Športerica”, „Puni krug”, „Zvijezde pjevaju”, „The Voice Hrvatska” i „Ples sa zvijezdama”.
Posebno je poznata kao voditeljica mozaične emisije „Dobro jutro, Hrvatska”, koja se emitira više od trideset godina. Kao reporterka radila je za „Dobro jutro, Hrvatska”, Europsko prvenstvo u nogometu 2008. te za „Pjesmu Eurovizije” više godina.
Osim televizijskog angažmana, radila je i na radiju Antena Zagreb, gdje je provela više od 12 godina prije nego što je 2019. godine objavila svoj odlazak.
Zlata Muck udala se za sportskog novinara i komentatora Sašu Sušeca u travnju 2013. godine. Njihov prvi sin Tin rođen je u kolovozu 2013. godine, a drugi sin Karlo u lipnju 2018. godine. Nakon rođenja prvog sina, Zlata je doživjela trenutak viralnog publiciteta kada je 2013. godine pala u nesvijest tijekom emisije „Školski sat”. Video ovog događaja dosegnuo je preko 3,5 milijuna pregleda na YouTubeu, a prikazan je i u američkoj emisiji „Good Morning America” te ga je na društvenim mrežama podijelio poznati reper Snoop Dogg.